# Kempfs försvinnandesats
Inom algebraisk geometri är Kempfs frösvinnandesats, introducerad av Kempf (1976), ett resultat som säger att de högre kohomologigrupperna Hi(G/B,L(λ)) (i > 0) försvinner om λ är en dominerande vikt av B.  Här är G en reduktiv algebraisk grupp över en algebraiskt sluten kropp, B en Boreldelgrupp och L(λ) en linjeknippe associerad till λ. I karakteristik 0 är detta ett specialfall av Borel–Weil–Botts sats, men till skillnad från Borel–Weil–Botts sats gäller Kempfs försvinnandesats även i positiv karakteristik.
Andersen (1980) och Haboush (1980) upptäckte enklare bevis av satsen genom att använda Frobeniusmorfin.